# 3666 Holman
3666 Holman este un asteroid din centura principală, descoperit pe 19 aprilie 1979 de Juan Muzzio.